# Панчамакара
Панчамакара (санскр. पञ्चमकर, IAST: pañca-makara — «Пять букв М») — тайный парный ритуал в тантрическом шиваизме и шактизме. Второе, менее известное и реже употребляемое, название — Панчататтва (санскр. पञ्चतत्त्व, IAST: pañca-tattva — Пять принципов). Основная его форма заключается в последовательном предложении во время пуджи иштадевате небольшого количества вина, мяса, рыбы, жареных зёрен (которые после окончания предложения съедаются) и ритуального соития. Обычно в качестве божества выступает партнёрша, которой выполняющий ритуал мужчина предлагает четыре первых элемента; пятым элементом — соитием — ритуал завершается. При этом партнёрша символизирует собой Шакти, а партнёр — Шиву, который поклоняется ей, что отражает одно из основных правил шактизма — Шива без Шакти является трупом:
Шива сказал:
О Богиня, без Шакти Я [был бы] всегда подобен трупу (шава). Когда Я соединён с Шакти, Я – Шива. … Я – Шива лишь благодаря единению с Шакти. Если успех (сиддхи) не достигается пребыванием с женщиной, тогда, о Всевышняя, [всё], что Я говорю – бесполезно… Следует оставить все святые места и, во что бы то ни стало, идти в общество женщины. [Ибо] сказано Мною: успех достигается лишь в обществе женщины и не иначе.Гуптасадхана-тантра 5.10-17)
В некоторых случаях ритуал проводят на свежем трупе (शव шава) молодого мужчины.

## Составные части
1. मद्य — madya — мадья (вино).
2. मांस — māṃsa — мамса (мясо).
3. मत्स्य — matsya — матсья (рыба).
4. मुद्रा — mudrā — мудра (жареные зёрна).
5. मैथुन — maithuna — майтхуна (ритуальное соитие).

Во «Введении в Маханирвана-тантру» Артур Авалон пишет, что в ортодоксальном, брахманическом или смартизском, индуизме употребление в пищу первых четырёх элементов Панчамакары (вина, мяса, рыбы и жаренных зёрен) категорически запрещено. Он так описывает Панчамакару:

Уже отмечалось, что существует три класса людей: пашу, вира и дивья. Действие гун, производящих эти типы, влияет (на грубом материальном плане) на животные наклонности, проявляющиеся в трех главных физических функциях — еде и питье, которыми поддерживается аннамайя-коша, и в половом сношении, которым она репродуцируется. Эти функции составляют содержание панчататтвы, или панчамакары («пяти М»), как её обычно называют, Панчататтва — это мадья (вино), мамса (мясо), матсья (рыба), мудра (поджаренные зерна) и майтхуна (соитие). В обычном употреблении слово «мудра» означает ритуальные жесты или положения тела в поклонении и хатха-йоге, но как один из пяти перечисленных элементов — представляет собой поджаренные зерна злаков и определяется именно таким образом: «бхриштаданйадикам йадйад чавйанийам прачакшате са мудра катхита деви сарвешам нагананди ни» («Йогини-тантра», гл. VI). Тантра говорит о пяти элементах, называя их панчататтвой, куладравьей, кулататтвой, а также некоторыми эзотерическими наименованиями, такими как каранавари, или тиртхавари — для вина; пятый элемент обычно называется лата-садханой (садханой с женщиной, или шакти). Более того, эти пять элементов имеют дополнительные различные значения в зависимости от того, частью какой садханы — тамасической (пашвачары), раджасической (вирачары) или же саттвической (дивьячары) — они являются.— Артур Авалон «Введение в Маханирвана-тантру»
Также запрещено и соитие не с супругой. Однако в тантре, которая в основном учит путём «от противного», эти пять элементов используются как своеобразный допинг. Садхака, проводящий этот ритуал, в повседневной жизни придерживается общепринятых норм и не употребляет первые четыре элемента в пищу. Он также ведёт жизнь порядочного семьянина. Однако панчамакара, согласно некоторым Тантрам, должна проводиться не с супругой, а с другой женщиной — с той, на которую указал Гуру и которая принадлежит к Куле, тантрической общине.

## Описания
Существуют два основных описания панчамакары — с точки зрения Дакшиначары (Пути правой руки) и Вамачары (Пути левой руки).

### Дакшиначара
В практиках дакшиначары панчамакара имеет полностью символическое описание и связана с практиками Раджа-йоги.
- Мадья (вино) — символизируется амритой, истекающей из головного мозга на кончик языка в процессе выполнения кхечари-мудры.
- Мамса (мясо) — символизируется языком с подрезанной уздечкой, завёрнутым в носоглотку.
- Матсья (рыба) — активация основных нади (Иды и Пингалы)
- Мудра (жареные зёрна) — различные жесты рук (мудры), используемые при активации Кундалини.
- Майтхуна (ритуальное соитие) — слияние Кундалини (Шакти, женского начала) с Шивой (мужское начало) в центре мозга.

### Вамачара
В практиках вамачары панчамакара имеет не символическое значение, и практикующие в процессе ритуала съедают первые четыре элемента и совершают соитие.
- Мадья (вино) — символизирует опьянение майей.
- Мамса (мясо) — символизирует аскетизм.
- Матсья (рыба) — символизирует эмоции.
- Мудра (жареные зёрна) — символизирует отождествления себя с телом.
- Майтхуна (ритуальное соитие) — слияние Шакти с Шивой.

Так же в Деви-махатмьям есть описание панчамакары, связанное с праздником Наваратри. В этом случае вино и мясо символизируют, соответственно, асуров Мадху и Кайтабху; рыба — асура Махишу; мудра — асура Шумбху; майтхуна — асура Нишумбху.

## Традиция и современность
Хотя в текстах тантр неоднократно говорится о необходимости проведения ритуала именно по правилам Вамачары, многие современные авторы (например, Свами Шивананда, Прабхат Ранджан Саркар и другие) не будучи знакомы с традицией тантры, делают упор именно на праворукую панчамакару, что с точки зрения самого тантризма является неверным, так как, противоречит самому учению Тантр и выхолащивает его, часто низводя до уровня простой йогической гимнастики.
С другой стороны, понимание под тантризмом чисто сексуальных практик (например, А.Лапин, Л.Тетерников, Ошо Раджниш или Ма Ананды Сариты) также совершенно ошибочно. Ритуал Панчамакары, как и вообще вся тантрическая традиция Вамачары, в которой он и был рождён, направлен не на получение наслаждения от табуированных пищи и секса, а на практику духовного возвышения и самосовершенствования и, в идеале, как конечный пункт, Мокши, Освобождения.
Так же ошибочно смешивать практику панчамакары и так называемый «даосский секс» — это две абсолютно разные традиции, рождённые в различных культурных и языковых средах и имеющие разные цели; тантрик, практикующий панчамакару, не стремится добиться физического бессмертия: его цель — Парамашива.
Однако сама традиция также категорически запрещает широкое распространение практики панчамакары и строго ограничивает круг посвящённых в неё. Этот запрет основывается на тантрической идее трибхавы — трёх психологических типах человека — пашу-вира-дивъя. Сами Тантры вкладывают в уста Шивы (в Агамах) или Деви (в Нигамах) полный запрет на передачу этого знания людям пашу-бхавы [पशुभव — paśubhāva — животный тип] — тем, кто живёт чувствами, эмоциями, желаниями и отождествляется с телом; этот тип допускается исключительно к практикам дакшиначары, и они совершают ритуал панчамакары только символически. Вира-бхава [वीरभाव vīrabhāva — героический тип] (то есть те, кто уже твёрдо встал на путь тантрической садханы) допускаются с некоторыми ограничениями, часто по указанию Гуру, в определённые даты и с определёнными партнёршами-садхики. Дивъя-бхава [दिव्यभव — divyabhāva — божественный тип] (те, кто уже осознал своё единство с Шивой и Деви) имеют право выполнения ритуала полностью самостоятельно, так как в подавляющем большинстве сами являются главами той или иной тантрической школы или сампрадайи.
Так же существует деление мантр, гимнов и ритуальных нюансов, соотносимых с трибхавой — в зависимости как от индивидуального психологического типа-бхавы садхака и садхики, так и от времени проведения (имеет значение как время суток, так и тот или иной сезон календаря и другие факторы). Так же есть различия и по принадлежности к определённой шиваитской или шактийской тантрической школе или сампрадайе.
Важнейшим условием практики панчамакары является наличие авторитетного Гуру — человека, который способен не просто рассказать о ритуале, но который состоит в тантрической парампаре и способен подобрать шишье (ученику) строго индивидуальную садхану на основании личных качеств самого ученика, его внутренних предпочтений (о которых он сам часто даже не догадывается), склонностей и возможностей. Сами Тантры постоянно говорят о необходимости подобного Гуру — при этом акцентируя внимание на таком моменте, как обязательное пребывание Гуру в дивья-бхаве. И найти такого Гуру может лишь тот, кто в течение многих жизней осознанно практиковал те или иные тантрические практики. К сожалению, как в прошлом, так и сейчас есть очень много людей, стремящихся заработать на учении тантры, но не способных предложить нечто большее, чем обыкновенный секс, пусть и слегка завуалированный метафизикой.

## Панчататтва-махатмья
В текстах самих тантр так же неоднократно подчёркивается необходимость практики панчамакары в Кали-югу и восхваляется сам ритуал:
- Всегда почитай Божественную Мать посредством панчататтвы. Пуджа, совершённая без 5 М, становится колдовством [, не приносит желаемого плода, а лишь препятствия на каждом шагу — дополнение по Маханирвана-тантре]. Путём 5 М Богиня мгновенно изливает Свою милость. Через пятую [таттву] садхака становится [Самим] Шивой. В Кали-югу нет ничего равного панчататтве. Панчататтва — это высший Абсолют, панчататтва — путь в Запредельное, панчататтва — это Великая Богиня, панчататтва — это Садашива. Панчататтва — сам Брахма, панчататтва — это Джанардана (Вишну). Панчататтва восславлена как великая Йога, освобождающая через наслаждение. О Богиня, панчататтвой мгновенно уничтожаются десятки миллионов тяжких грехов… Там, где есть 5 М, несомненно, обитает Богиня; от [того же места,] где её нет, Мать вселенной отворачивается. Без 5 М нет счастья и Освобождения ни для шайвов, ни для вайшнавов, ни — в особенности — для шактов. Благодаря вину [садхака] радуется в Небесах, благодаря мясу превосходит всех людей, благодаря рыбе становится сыном Бхайрави, благодаря мудре достигает святости. О Богиня, высшей же таттвой (то есть майтхуной) человек обретает Единение (sAyujya). Всё это происходит тогда, когда Богиня почитается с бхакти.(Камакхья-тантра 3. 22-31)
- Пусть человек вновь и вновь совершает садхану с вином, мясом, рыбой, мудрой и майтхуной — так он становится совершенным (pUrNa, «интегральным») йогином. (Рудра-ямала 17. 160)
- Вино, мясо, рыба, мудра и майтхуна всегда почитаются радостными, преданными Пути Кулы. (Меру-тантра 1. 59)
- Без Единения с 5 М Калика никогда не будет довольна. (Куларатнавали; Кулапуджана-чандрика)
- Кто совершает поклонение Богине без 5 подношений — вина, мяса, рыбы, мудры и майтхуны — станет пищей для демониц, и каждый его шаг будет грехом. Это 5 М известны как формы пяти богов: Брахма — это вино, Вишну — мясо, Махешвара — рыба, мудра — это Ишвара, а майтхуна — Садашива. (Махабхайрава-тантра; Каулавали-нирная 4. 27)
- Тот, кто почитает Чандику (Кали) без испития вина, вкушения мяса и соития с менструирующей женщиной, обретёт лишь страдания на каждом шагу. (Шйама-рахасья 5. 85; Чиначаракрама-тантра 5. 49; Каулавали-нирная 10. 93)